# Углерод-13
Углерод-13 — нуклид химического элемента углерода с атомным номером 6 и массовым числом 13. Один из двух стабильных изотопов углерода. Изотопная распространённость углерода-13 в природе составляет приблизительно 1,06(6) %.
Ядра данного нуклида используются в одном из методов ЯМР-спектроскопии — так называемом методе магнитного резонанса атомов 13С.

## Образование
Образуется в результате β−-распада нуклида 13B (период полураспада 17,33(17) мс, выделяемая энергия 13437,2(11) кэВ) и β+-распада нуклида 13N (период полураспада 9,965(4) мин, выделяемая энергия 2220,47(27) кэВ):
В редчайших случаях, также, синтезируется в больших количествах в «изотопных» звёздах типа Y Гончих Псов.
{\displaystyle \mathrm {^{13}_{5}B} \rightarrow \mathrm {^{13}_{6}C} +e^{-}+{\bar {\nu }}_{e};}
{\displaystyle \mathrm {^{13}_{7}N} \rightarrow \mathrm {^{13}_{6}C} +e^{+}+{\nu }_{e}.}